# Рериховское движение
Ре́риховское движе́ние — новое религиозное движение, основой которого является религиозно-философское учение Николая и Елены Рерихов Агни-йога («Живая этика»). Среди новых религиозных движений в России рериховское движение — одно из наиболее известных. Движение не имеет строго организованной структуры и включает несколько различных направлений, от культурологических и гуманистически-мировоззренческих до религиозно-мистических и мистико-оккультных.
Некоторые последователи идей Живой этики отвергают классификацию движения как религиозного.

## История

### Возникновение рериховского движения
В конце XIX и в начале XX веков значительным религиозно-философским и культурным явлением стала теософия — синкретическое религиозно-мистическое учение и оккультное движение, инициатором которого была Елена Блаватская и её единомышленники. Николай и Елена Рерихи, на мировоззрение которых большое влияние оказали традиционные восточные религиозно-философские концепции, прежде всего в изложении Рамакришны и Вивекананды, а также такие значимые на Востоке тексты, как Бхагавад-гита и Ламрим Ченмо, были увлечены идеями этого нового учения. Их привлекала не только его религиозная и философская сторона, но также поэтические и эстетические следствия теософской мысли. Впоследствии ими был создан собственный доктринальный вариант теософии — Агни Йога (Живая этика).
Рериховское движение, которое некоторыми исследователями называется также Агни Йогой, было организовано Рерихами в 1920-е годы в таких странах, как США (Нью-Йорк), Латвия (Рига), Франция (Париж), Маньчжурия (Харбин). В 20-е и 30-е годы начали создаваться общества Рериха, ставившие своей целью продвижение Пакта Рериха – «Музей Рериха» (Нью-Йорк, 1923 г.), «Общество друзей Музея Рериха» (Нью-Йорк, 1926 г.; Рига, 1930 г.), «Международный союз за принятие Пакта Рериха и Знамени Мира» (Брюгге, 1931 г.), «Постоянный Комитет Пакта и Знамени Мира» (Нью-Йорк, 1933 г.), «Харбинский Русский Комитет Пакта Рериха» (Харбин, 1934 г.), «Всемирная Лига Культуры и Всемирный Совет Культуры» (Нью-Йорк, 1931 г.) и т.д. Некоторые из них так же распространяли идеи Агни Йоги. По свидетельству А. П. Хейдока, одного из учеников Н. К. Рериха, к 1934 году во многих странах мира уже образовалось около ста обществ Агни Йоги. С 1935 года, после прекращения поддержки Рериха в США со стороны бизнесмена Луиса Хорша и политика Генри Уоллеса, многие его культурные проекты в Америке были приостановлены.
Одним из наиболее активных было Рериховское общество Латвии. Именно в Риге были впервые изданы многие книги Живой Этики. Это общество существовало до присоединения Латвии к СССР в 1940 году. За короткий промежуток времени издательство Латвийского общества выпустило в свет около 50 книг, периодическое издание и др. Зачинателем этой издательской деятельности был рижанин Владимир Анатольевич Шибаев (1898—1975), секретарь Н. К. Рериха. С 1932 года издательскую деятельность перенял Рихард Яковлевич Рудзитис (1898—1960), поэт и знаток культуры и традиций Востока, приглашённый в 1929 году для перевода трудов по философии.
Рериховские общества, кружки и группы существовали также в Германии, Швейцарии («Корона Мунди»), Эстонии, Маньчжурии (Харбин), Болгарии (София).
В послевоенные годы рериховское движение на Западе развивается в русле общих тенденций нью-эйджа. В Нью-Йорке в 1946 году было зарегистрировано Общество Агни Йоги (англ. Agni Yoga Society), а в 1949 году там же был возрождён музей Николая Рериха, основанный по инициативе американских сотрудниц Рерихов — Кэтрин Кэмпбелл-Стиббе и Зинаиды Фосдик. Сегодня рериховские организации работают в некоторых странах Европы, Америки и Азии, а также в Австралии. Рериховские общества существуют в таких странах бывшего СССР, как Белоруссия, Украина, Казахстан, Грузия, Молдавия, Латвия, Литва, Эстония.

### В России
В советских республиках рериховское движение как таковое начало активно развиваться только в период «перестройки» в конце 80-х годов. Но фундамент движения в СССР заложил ещё Юрий Рерих (1902—1960), известный востоковед, старший сын Николая и Елены Рерихов, а также ученики Н. К. Рериха, вернувшиеся из эмиграции в Советский Союз. Начиная с 1960-х годов сформировались отдельные группы по изучению и разработке рериховского наследия. Новый импульс развитию рериховского движения придал проживавший в Индии известный художник и общественный деятель Святослав Рерих (1904—1993), младший сын Николая и Елены Рерихов, неоднократно приезжавший в СССР с выставками картин, своих и отца. По его инициативе в 1989 году в Москве был создан Советский Фонд Рерихов, в который Святослав Рерих передал культурное наследие своих родителей. После того, как в 1991 году Советский Фонд Рерихов фактически прекратил своё существование, по инициативе части его учредителей, прежде всего Л. В. Шапошниковой, была создана общественная организация Международный Центр Рерихов (МЦР), которая заявила свои права на наследие Рерихов в России. Впоследствии судебными органами МЦР не был признан правопреемником Советского Фонда Рерихов, однако продолжает добиваться прав на наследие Рерихов, считая, что таким образом он выполняет их волю.
В первые десятилетия своего существования (1920—1975) рериховское движение привлекало к себе внимание лишь узкого круга мистически настроенной интеллигенции, а также почитателей творчества Николая Рериха и сторонников его идей защиты и сохранения культурного наследия. С середины 1980-х годов произошла значительная демократизация и расширение движения в России: костяк из интеллигенции и служащих пополнился студенческой молодёжью и рабочими. Оно распространилось не только по крупным городам, но и в провинции, насчитывая к концу XX века в своих рядах более 5000 организаций, в основном культурно-просветительского направления. Представления, которыми оперировало в том числе и учение Живой этики, «стали мировоззрением миллионов людей».
Рериховское движение, причисляемое рядом исследователей к нью-эйджу, оказало значительное влияние на развитие нью-эйджа в России. В 2002 году рериховское движение пережило раскол, во многом обусловленный спорами о рериховском наследии, и разделилось на несколько конкурирующих направлений. Одно из них, с культурологическим уклоном, возглавила Людмила Шапошникова, директор музея при общественной организации Международный центр Рерихов в Москве;  духовным лидером и символом "мистического" направления стала некая Зиновия Душкова (Е. Бондаренко) из Приморья. Для рериховского движения в России, как и для всего современного нью-эйджа, характерно отрицание своей религиозности и «социальная мимикрия» под общественно-гуманитарные учения и практики — культурологические, просвещенческие, оздоровительные, спортивные, образовательные и другие. Рериховцы проводят регулярные культурологические мероприятия (организация выставок картин Рериха, конференции его памяти и его духовного наследия), организуют широкое издание книг, периодики о своём религиозно-философском движении.

## Классификация
В современной России существует огромный спектр качественно разнородных объединений, течений, обществ, центров, музеев и отдельных представителей, обращающихся к культурному, духовному и мистическому наследию Рерихов, но существенно различающихся по своим доктринальным положениям, культовой и социальной практике: от разнообразных культурно-просветительских, до неомистических и откровенно оккультных.
Исследователи выделяют два качественно различных направления в современном рериховском движении:
- организации и общества, одновременно с продвижением религиозно-философских идей Рерихов занимающиеся культурологической, культурно-просветительской и научно-педагогической деятельностью;
- организации и общества, основанные на теософско-мистическом аспекте учения Рерихов, изучающие и применяющие различные оккультные практики.

Кандидат философских наук Т. К. Симанженкова прогнозирует дальнейшее развитие культурологического и гуманистическо-мировоззренческого направления в рериховском движении с постепенным ослаблением и дальнейшим распадом религиозно-мистических и мистико-оккультных группировок.
Религиоведы Р. Н. Лункин и С. Б. Филатов рассматривают рериховское движение как развивающееся парарелигиозное движение.

### Культурно-просветительское направление
Рериховская концепция культуры основана на слиянии ранних историко-культурологических воззрений художника с религиозно-философскими идеями учения Живой этики (Агни Йога). Согласно Агни Йоге, создание, сохранение и пропаганда духовных ценностей культуры является одной из важнейших задач и одним из важнейших устоев эволюции человечества.
Признание Рерихами приоритетной роли культуры в развитии человечества получило своё практическое развитие в общественно-культурной деятельности Николая Рериха, который стал основателем нескольких культурных и научных центров и институтов, инициатором международных культурных движений «Мир через культуру» и «Знамя мира». Знамя Мира — символ Международного Пакта охраны культурных ценностей, предложенного Николаем Рерихом в 1928 году и подписанного в 1935 году странами американского континента (в том числе США). В 1954 году на основе этого Пакта была принята Гаагская конвенция о защите культурных ценностей в случае вооружённого конфликта. Тем самым идеи Пакта Рериха были введены в юридическую практику мирового сообщества, сыграв важную роль в пропаганде и защите ценностей культуры.
Деятельность Рерихов привела к образованию во многих странах мира обществ и организаций, основывающих свою деятельность на практической реализации рериховской концепции культуры. Основная установка этой части рериховских организаций делается на решение насущных проблем современности, улучшение окружающего мира, личного самосовершенствования и развитие гражданского самосознания. Особое развитие это направление рериховского движения получило в России и странах бывшего СССР, где оно ведёт культурно-просветительскую работу, издаёт газеты, журналы, книги, выпускает видеофильмы, проводит выставки картин, а также семинары и конференции, направленные на пропаганду и развитие религиозно-философских и эзотерических идей Агни Йоги и рериховского духовного наследия в целом.

#### Культурно-просветительская деятельность

##### Выставки
В основе эстетических взглядов Живой этики (Агни Йоги) лежит учение о преобразующей силе искусства. «Осознание Красоты спасет Мир» — эта мысль является центральной во взглядах членов семьи Рерихов. Проведение выставок картин известных художников, прежде всего Н. К. и С. Н. Рерихов, стало одним из основных направлений культурно-просветительской деятельности Рериховского движения. Идею организации передвижных выставок картин своего отца в городах России и за рубежом выдвинул С. Н. Рерих ещё при обсуждении планов создания Музея имени Н. К. Рериха в Москве. За прошедшее с 1991 года время Международный Центр Рерихов организовал более 450 передвижных выставок в более чем 300 городах России, СНГ и зарубежных стран. Инициаторами и соорганизаторами проведения выставок обычно выступают музеи и рериховские общества. Рериховские общества, как правило, организуют и сопровождающие выставки культурные программы: концерты, лекции, интересные встречи, демонстрации видеофильмов. Министр культуры РФ А. А. Авдеев на праздновании 20-летия МЦР в декабре 2009 года особо отметил насыщенность выставочной деятельности Музея имени Н. К. Рериха, которой «мог бы позавидовать любой музей мира».
Некоторые исследователи считают Николая Рериха одним из представителей космизма как направления в искусстве
Кроме выставок картин Рерихов и художников-космистов рериховские организации регулярно проводят выставки народного творчества, конкурсы детского рисунка, а также выставки репродукций известных художников.

#### Изучение рериховского наследия

##### Конференции и Рериховские чтения
Сибирским Рериховским обществом совместно с СО РАН регулярно проводятся учрежденные в 1976 году Рериховские чтения в Новосибирске. Рериховские чтения проводятся и Пензенским Рериховским обществом в сотрудничестве с Пензенским государственным педагогическим университетом и Историко-этнографическим центром Пензенской области. Проведение международных симпозиумов осуществляет и основанное монгольскими профессорами Рериховское общество Монголии, председателем которого является академик Ш. Бира. Международный благотворительный фонд «Рериховское наследие» организует конференции совместно с Санкт-Петербургским государственным университетом и Государственным Эрмитажем. Одесский Дом-музей им. Н. К. Рериха осуществляет исследование творческого наследия семьи Рерихов, их культурного окружения.
Ярославское Рериховское общество специализируется на изучении наследия первого русского индолога Герасима Лебедева и выступает в качестве организатора и участника конференций и семинаров о нём.

### Оккультно-мистическое направление
В российских исследованиях современного рериховского движения в России отмечается, что среди организаций и обществ, заявляющих о своей культурологической, культурно-просветительской и научно-педагогической направленности, были выявлены неорелигиозные течения, в названиях которых зачастую имена Рерихов не отражаются, но в содержании вероучений, культовой практике и социальной деятельности которых обнаруживается непосредственная апелляция к именам и теософскому компоненту учения Рерихов. Эти группы и организации исследователи делят на типичные нью-эйджевские эклектические неорелигиозные объединения  и на псевдорериховские. При этом отмечается, что хотя рериховская доктрина стала своеобразной идейно-теоретической базой для такого рода неорелигиозного творчества, но большинство рассмотренных движений лишь формально используют её установки и понятия, произвольно их трактуя. И хотя онтологические и космологические построения во многих этих течениях связаны с доктриной Рерихов, но большей частью лишены оригинальности, являясь соединением элементов различных учений (язычества, христианства и буддийской метафизики) в единое целое.

## Представители рериховского движения

### Крупные центры и организации
- Agni Yoga Society (Нью Йорк) — зарегистрировано в 1946 году, до регистрации существовало с начала 1920-х годов[66].
- Латвийское общество Рериха (Рига) — существовало в виде кружка почитателей Рериха с начала 1920-х годов, официально зарегистрировано в 1930 году. В 1940 году при советской власти ликвидировано, официально возрождено в 1988 году[67][68][69].
- Белорусский фонд Рерихов (Минск) — республиканское общественное объединение, зарегистрированное в 1990 году при поддержке Совета министров Беларуси[70].
- Сибирское рериховское общество (Новосибирск) — межрегиональная общественная организация, зарегистрированная в 1991 году[69][71].
- Международная ассоциация «Мир через Культуру»[69] — организована в 1989 году. Включает российский, европейский и индийский филиалы. Имеет отделения в США и Болгарии[72].

### Международный совет рериховских организаций имени С. Н. Рериха
- Международный совет рериховских организаций имени С. Н. Рериха[69][73] — объединение в рамках рериховского движения, признающее своим лидером Международный центр Рерихов (МЦР). В 2002 году провозгласил декларацию[74] (подписана 12.03.2003)[75], свидетельствующую о расколе части движения на сторонников и противников МЦР.

#### Международный центр Рерихов и его отделения
- Международный центр Рерихов (Москва)[69] — зарегистрирован в 1991 году
- Санкт-Петербургское отделение[76]
- Латвийское отделение[67][69][77]
- Белорусское отделение[69][78]
- Украинское отделение[79] — коллективный член МЦР. Украинское рериховское общество организовано в 1989 году Украинским фондом культуры. Перерегистрировано в 1993 году как некоммерческая общественная организация. С 1998 года является международной общественной организацией, отделением МЦР.
- Крымское отделение[80] — коллективный член МЦР
- Болгарское отделение[69][81] — коллективный член МЦР

#### Другие крупные центры и организации
- Координационный совет рериховских обществ Кузбасса[82]
- Ярославское рериховское общество «Орион»[69][83] — некоммерческая общественная организация, зарегистрированная в Ярославле в 1994 году. Перерегистрирована в 1998 году.
- Культурный центр им. Н. К. Рериха (Алматы, Казахстан)[84]

### Универсалистские, оккультно-мистические и псевдосциентистские группы и объединения
- Exodus[1]
- Радастея[1]
- Калагия[1]
- Алетейя[1]
- Учение Сердца[1]
- Рикла[1]
- Звезда Востока[1]

## Учение Живой этики (Агни Йога)
См. Агни-йога

## Критика
Русская православная церковь относит «Живую этику» к новым религиозным движениям оккультного характера, продолжающим традиции теософии Елены Блаватской. РПЦ заявляет о проникновении учения в государственные, общественные организации, в систему образования.
Позиция Русской православной церкви в отношении учения Агни Йоги была сформулирована на Архиерейском соборе 2 декабря 1994 года:

5. … Возродилось язычество, астрология, теософские и спиритические общества, основанные некогда Еленой Блаватской, претендовавшей на обладание некоей «древней мудростью», сокрытой от непосвящённых. Усиленно пропагандируется «Учение живой этики», введенное в оборот семьей Рерихов и называемое также Агни Йогой.

[…]

13. освящённый Архиерейский Собор, следуя апостольской традиции, свидетельствует: все вышеперечисленные секты и «новые религиозные движения» с христианством несовместимы. Люди, разделяющие учения этих сект и движений, а тем более способствующие их распространению, отлучили себя от Православной Церкви.

Архиерейский собор Русской православной церкви от 2 декабря 1994 года поставил последователей учения Живой этики (Агни Йоги) в ряд прочих анафематствованных церковью людей. Частные же мнения различных богословов в оценке данного Определения расходятся.
Известными оппонентами учения Живой этики со стороны Русской православной церкви являются религиозный и общественный деятель, кандидат философских наук, представитель контркультового движения Андрей Кураев, посвятивший полемике множество статей, выступлений и отдельную монографию, а также представитель антикультового движения Александр Дворкин.
В США известны случаи судебного преследования лидера одной из групп Агни Йоги.

## Комментарии
1. ↑  Для описания рериховского движения используется также понятие «нетрадиционное религиозное сообщество» (НРС). См., Яковлева Ю. А. Социологический анализ нетрадиционных религиозных сообществ: теоретико-методологический аспект // Государство, религия, Церковь в России и за рубежом. — 2011. — № 2
  - а также юридический термин «религиозное объединение Агни Йога». См. Балагушкин Е. Г. Нетрадиционные религии в современной России : системно-аналитический подход // Диссертация ... доктора философских наук. — М.: ИФ РАН, 2006. — 350 с. Архивировано 10 июня 2013 года.
2. ↑  Некоторые последователи Живой Этики отвергают отнесение учения к одной из современных разновидностей религии на основании того, что в учении не содержится культовой, обрядовой стороны (см. напр. автореферат докторской диссертации Н. Е. Самохиной Архивная копия от 25 декабря 2019 на Wayback Machine). Однако многие новые религиозные движения, в частности, представители Нью-эйдж, также не содержат культовую, обрядовую сторону. Для таких движений характерно позиционировать свои учения как культурологические, образовательные, просвещенческие, оздоровительные, но не как религиозные. Это может затруднить их религиозную идентификацию. См. Новые религиозные движения (обзор) Архивная копия от 20 мая 2012 на Wayback Machine // Российская академия государственной службы при Президенте РФ, кафедра государственно-конфессиональных отношений
  - Тимощук А. С., Федотова И. Н., Шавкунов И. В. Введение в религиоведение. Архивная копия от 6 мая 2014 на Wayback Machine Учебное пособие.— Владимир: ВЮИ ФСИН России, 2011.— с. 22.
«Итак, наличие вероучения, символической практики и сакрального текста есть первичные признаки религии. Вторичные признаки религии, такие как осуществление обрядов и ритуалов; наличие сакральных символов, присутствуют не во всякой религии»
  - См. также работу, в которой оспаривается отнесение рериховского движения к НРД — Фатхитдинова Я. Ю. Новейшая история рериховского движения в России (недоступная ссылка) // Автореферат диссертации на соискание учёной степени кандидата исторических наук.— Уфа, 2009. Специальность 07.00.02.